# 4F
4F este un brand polonez de îmbrăcăminte și accesorii sportive, deținut de compania OTCF. Oferă produse atât pentru antrenament, cât și pentru utilizare zilnică - pentru sportivi profesioniști și amatori. Din 2008 până în 2023, a sponsorizat Comitetul Olimpic Polonez, pregătind ținutele de start și de paradă pentru echipa națională poloneză pentru 7 ediții ale Jocurilor Olimpice. La Jocurile Olimpice de la Tokyo (2020) și Beijing (2022), în total 8 echipe naționale au concurat în îmbrăcăminte 4F – pe lângă Polonia, au fost cele din Croația, Lituania, Letonia, Portugalia, Grecia, Slovacia și Serbia.
Marca 4F are în Polonia peste 350 de magazine de vânzare cu amănuntul și sute de standuri partenere. De asemenea, are în total câteva zeci de magazine în Lituania, Letonia, Slovacia și România. Pe lângă vânzările cu amănuntul, marca 4F este prezentă în 42 de țări prin intermediul unei rețele extinse de vânzare cu ridicata, iar produsele sale sunt disponibile în peste 900 de magazine multibrand din întreaga lume. Produsele 4F pot fi achiziționate și online, dar și prin aplicația mobilă, unde te poți înscrie în programul de loialitate 4F Team și poți acumula puncte la fiecare achiziție.

## Istoric
În 2003, compania Horn Partner (astăzi OTCF S.A.) a început vânzarea cu amănuntul și a deschis primele magazine proprii de îmbrăcăminte sportivă sub marca 4Fun. În 2007, numele a fost schimbat în 4F Sport Performance, iar din 2010, brandul a început să funcționeze sub numele de 4F.
În 2016, brandul 4F a început să opereze în străinătate, deschizând magazine proprii în Letonia, Slovacia, România și Republica Cehă. În 2017, a fost înființat brandul pentru copii 4F Junior, urmat de brandul profesionist 4F PROteam în 2018.

## Cooperarea cu cluburile sportive
În urma anunțului că Robert Lewandowski devine noul ambasador al mărcii, în industria sportului au existat zvonuri despre intrarea 4F în fotbal. Primul club de fotbal care a fost sponsorizat tehnic de 4F a fost Korona Kielce, care a semnat un contract pe trei ani cu brandul – din sezonul 2021/2022, până în sezonul 2024/2025. La începutul anului 2024, acest contract a fost prelungit cu încă 3 ani. În plus, 4F este Partenerul Tehnic al altor două echipe PKO BP Ekstraklasa - Piast Gliwice și Stal Mielec. În sezonul 2022/2023, îmbrăcată în echipament 4F, echipa Raków Częstochowa a câștigat primul său campionat polonez.
De asemenea, brandul dezvoltă neîncetat parteneriate cu cluburile de volei din Liga Plus. Din 2021, colaborează cu Grupa Azoty ZAKSA Kędzierzyn-Koźle, triplă câștigătoare a CEV Champions League. Îmbrăcăminte 4F poartă și voleibaliștii de la Projekt Warszawa, Enea Czarnych Radom și Ślepsk Malow Suwałki.
Ca parte a unui contract pe termen lung cu Liga Poloneză de Baschet, brandul creează și furnizează îmbrăcăminte pentru toate cluburile de baschet din Liga Orlen Basket și Liga Feminină Orlen Basket. Aceasta este o colaborare de pionierat pe piața poloneză de teamwear, care se desfășoară pe baza unui contract de ligă, urmând exemplul liderului mondial - liga americană NBA.

## Cooperarea cu sportul olimpic
Comitetul Olimpic Polonez – cooperarea dintre 4F și Comitetul Olimpic Polonez a durat din 2008 până în 2023. Marca 4F a furnizat îmbrăcăminte de concurs și reprezentativă pentru Jocurile Olimpice de iarnă de la Vancouver din 2010, Sochi din 2014, PyeongChang din 2018, Beijing din 2022 și Jocurile Olimpice de vară de la Londra din 2012, Rio de Janeiro din 2016 și Tokyo din 2020.
Marca a îmbrăcat, de asemenea, echipele naționale poloneze la Jocurile Europene (Baku 2015, Minsk 2019, Cracovia-Małopolska 2023), la Jocurile Olimpice de Tineret (Singapore 2010, Nanjing 2014, Lillehammer 2016, Buenos Aires 2016, Lausanne 2020, Gangwon 2024) și la Jocurile Olimpice Europene de Tineret (Trabzon 2011, Utrecht 2013, Brașov 2014, Voralberg și Liechtenstein 2015, Tbilisi 2015, Győr 2017, Sarajevo 2019 și Baku 2019).
Comitetul Paralimpic Polonez - cooperarea a început cu Jocurile Paralimpice de la Vancouver 2010 și s-a încheiat la începutul anului 2024, timp în care marca a îmbrăcat echipa poloneză la Jocurile Paralimpice de la Soci 2014, Rio de Janeiro 2016, PyeongChang 2018, Tokyo 2020 și Beijing 2022.
Comitetul Olimpic Leton - Cooperarea dintre 4F și Comitetul Olimpic Leton a fost stabilită în noiembrie 2015 și include pregătirea unei colecții olimpice complete pentru Jocurile Olimpice de vară de la Rio de Janeiro 2016, Tokyo 2020 și Paris 2024 și pentru Jocurile Olimpice de iarnă de la Pyongchang 2018. 4F va îmbrăca, de asemenea, echipa națională letonă pentru Jocurile Olimpice de la Paris 2024.
Comitetul Olimpic Croat – cooperarea a fost stabilită în anul 2017. Echipa olimpică croată a evoluat în ținute pregătite de 4F la Jocurile Olimpice de iarnă de la Pyongchang 2018 și Beijing 2022, la Jocurile Olimpice de vară de la Tokyo 2020 și la evenimente precum: Festivalurile olimpice europene pentru tineret, Jocurile Olimpice pentru tineret și Jocurile Europene. 4F va îmbrăca, de asemenea, echipa națională croată la Jocurile Olimpice din 2024 de la Paris.
Comitetul Olimpic Elen - cooperare stabilită în anul 2018. În hainele 4F, olimpicii au participat la Jocurile Olimpice de iarnă din Pyongchang 2018, la Jocurile Olimpice de vară din Tokyo 2020 și la Jocurile Olimpice de iarnă din Beijing 2022. Brandul 4F a îmbrăcat, de asemenea, sportivi pentru evenimente precum: Festivalurile olimpice europene pentru tineret, Jocurile Olimpice pentru tineret și Jocurile Europene. 4F va îmbrăca, de asemenea, echipa națională a Greciei la Jocurile Olimpice din 2024 de la Paris.
Comitetul Olimpic Slovac - cooperarea a fost stabilită în anul 2019. Brandul a îmbrăcat sportivi, antrenori și membri ai echipei olimpice la Jocurile Olimpice de vară de la Tokyo 2020, Jocurile Olimpice de iarnă de la Beijing 2022 și la evenimente precum: Festivalurile olimpice europene pentru tineret, Jocurile Olimpice pentru tineret și Jocurile Europene. 4F va îmbrăca, de asemenea, echipa națională a Slovaciei la Jocurile Olimpice din 2024 de la Paris.
Comitetul Olimpic Ucrainean - cooperarea a fost stabilită în 2023. Brandul 4F a îmbrăcat echipa națională a Ucrainei pentru cea de-a patra ediție a Jocurilor Olimpice de iarnă pentru tineret din Gangwon 2024. De asemenea, marca pregătește o colecție olimpică dedicată Jocurilor Olimpice de la Paris din 2024.
Comitetul Olimpic din Kosovo - 4F va îmbrăca echipa națională din Kosovo la Jocurile Olimpice din 2024 de la Paris.
Comitetul Olimpic al Macedoniei de Nordj - cooperarea a fost stabilită în anul 2017. Echipa olimpică macedoneană a evoluat în ținute realizate de 4F la Jocurile Olimpice de iarnă de la Pyongyang 2018 și la Jocurile Olimpice de vară de la Tokyo 2020.
Comitetul Olimpic din Serbia - în ianuarie 2016 a fost semnat un contract de sponsorizare, care includea dezvoltarea unei colecții complete pentru echipa națională a Serbiei pentru Jocurile Olimpice de vară de la Rio de Janeiro din 2016, Jocurile Olimpice de iarnă de la Pyongyang din 2018, Jocurile de vară de la Tokyo din 2020 și Jocurile de iarnă de la Beijing din 2022. Echipa Serbiei s-a numărat printre cele mai bine îmbrăcate cinci echipe de la ceremonia de deschidere a Jocurilor Olimpice de la Rio 2016, hainele marca 4F fiind purtate, printre alții, de jucătorul de tenis Novak Djokovic.
Comitetul Olimpic din Lituania – cooperarea a fost stabilită în anul 2019. Brandul 4F a pregătit colecții pentru echipa națională a Lituaniei pentru Jocurile Olimpice de vară de la Tokyo 2020 și Jocurile Olimpice de iarnă de la Beijing 2022, precum și pentru evenimente precum: Festivalurile olimpice europene de tineret, Jocurile Olimpice de Tineret și Jocurile Europene.
Comitetul Paralimpic Slovac - Paralimpicii slovaci au evoluat într-o colecție pregătită de brandul 4F la Jocurile Olimpice de iarnă de la Beijing 2022. De asemenea, brandul va asigura ținutele de paradă pentru Jocurile Olimpice de la Paris din 2024.
Comitetul Paralimpic Croat - parteneriatul a fost stabilit în 2020. Marca va oferi paralimpicilor croați o colecție de paradă dedicată pentru Jocurile Olimpice din 2024 de la Paris.
Comitetul Paralimpic Elen - sportivii paralimpici greci vor apărea într-o colecție pregătită de brandul 4F la Jocurile Olimpice de vară de la Paris 2022.

## Cooperare cu asociații sportive
Brandul 4F este partener al sportului profesionist încă din 2007, când a început colaborarea cu Asociația Poloneză de Schi. În 2010 a fost semnat un contract cu Asociația Poloneză de Biatlon și apoi, succesiv, cu Asociația Poloneză de Atletism (2013) și Asociația Poloneză de Patinaj Viteză (2014). Din 2019, brandul colaborează cu Asociația de Atletism din Lituania, iar din 2023 cu Asociația de Atletism din Ungaria. Din 2017 până în 2020, 4F a fost asociat cu Asociația de Handbal din Polonia, iar în perioada 2018-2022 cu Asociația Slovacă de Biatlon. Din 2021, 4F este partener tehnic al Asociației Poloneze de Baschet. Ca parte a parteneriatului, brandul furnizează echipament pentru meciuri tuturor echipelor naționale de baschet - seniori și juniori, feminină și masculină, inclusiv 3x3.

## Ambasadorii actuali ai mărcii
- Robert Lewandowski – fotbalist polonez, căpitanul echipei naționale de fotbal a Poloniei și atacant la FC Barcelona
- Anna Lewandowska – multiplă medaliată la campionatele mondiale, europene și poloneze de karate, antrenoare a milioane de femei
- Tomasz Fornal – jucător polonez de volei, membru al echipei naționale a Poloniei
- Bartosz Zmarzlik - cel mai de succes motociclist polonez de speedway. De patru ori campion mondial individual
- Natalia Maliszewska - campioană europeană, vicecampioană mondială și câștigătoarea Cupei Mondiale la short track
- Martyna Kotwiła – atletă poloneză specializată în sprint
- Michał Kościuszko - unul dintre cei mai de succes piloți polonezi de raliu
- Alina Rotaru-Kottmann - atletă română specializată în săritura în lungime
- Jakub Grigar - sportiv slovac care practică canoe slalom.
- Alina Ceușan - influencer și personalitate TV din România
- Ioana Grama - influencer român de fitness

## Foști ambasadori ai mărcii
- Sebastian Klosinski - unul dintre cei mai buni patinatori de viteză din Polonia
- Maciej Kot – Săritor cu schiurile polonez
- Marcin Chabowski – atlet polonez specializat în alergare pe distanțe lungi
- Iwona Bernardelli (Lewandowska) – atletă poloneză specializată în alergare pe distanțe lungi
- Katarzyna Niewiadoma – ciclistă poloneză
- Paula Gorycka – ciclistă poloneză
- Łukasz Kubot – jucător de tenis polonez
- Monika Hojnisz – biatlonistă poloneză
- Natalia Czerwonka – patinatoare de viteză poloneză
- Andrzej Piątek – ciclist polonez
- Kamil Stoch – săritor cu schiurile polonez
- Paulína Fialková – biatlonistă slovacă
- Wilfredo León – jucător polonez de volei
- Kamila Żuk – biatlonistă poloneză
- Adrianna Sułek – sportivă poloneză de pentatlon